# 阮福绵审

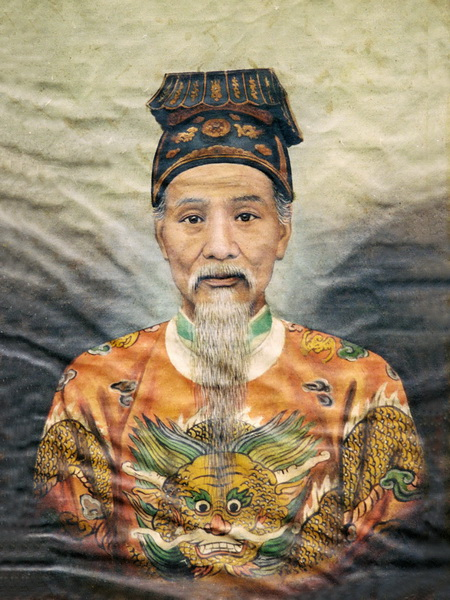
從善郡王

阮福綿審（越南语：／，1819年12月11日—1870年4月30日），初名阮福晛（越南语：／），字仲淵，又字慎明，號椒園、倉山居士，別號白毫子，越南阮朝明命帝第十子，生母淑嬪阮氏寶，越南詩人。

## 生平
嘉隆十八年十月二十四日（1819年12月11日），阮福綿審在順化皇城出生。剛出生時右眉有一根長白毫，體有四乳，腰上有紫痣，左胸前有癍，其上有毛，嘉隆帝聽說後十分高興，賞賜黃金十兩。阮福綿審年幼時體弱多病，非常愛哭，有時甚至哭出血來。有個名叫雲的道士為他祈福消災，並稱阮福綿審為太白金星降精。其後病好如初。
阮福綿審年幼時就十分好學，讀書很用功，尤其喜愛唐人絕句。明命十六年（1835年），阮福綿審跟從父親明命帝郊壇祭祀，作有詩文，後又隨駕作應制詩，受到明命帝嘉獎，受封為從國公（越南语：／），賜其出府於廉能坊，與十一弟阮福綿寊府邸相接，二人日日唱和。嗣德七年（1854年），晉封從善公（越南语：／）。
嗣德十九年（1866年），阮福綿審的女婿段有徵（適阮氏世菊）伙同段有愛、段司直、張仲和、范梁等人煽動修築万年基士卒造反，擁立丁導（原名阮福膺福）為主，但叛乱遭到嗣德帝镇压，段有徵等人被处决，阮氏世菊被迫削髮為尼，阮福绵审也受到此次叛乱遭到牵连；不过，嗣德帝还是认为阮福绵审以忠孝为本，惟选择了错误的女婿，故没有严厉责罚他，仍然命其兼任尊人府尊人。
嗣德二十三年三月三十日（1870年4月30日），阮福綿審逝世，享壽52歲。嗣德帝命阮福綿寊賜祭，追贈諡号文雅。嗣德三十一年（1878年），追贈為從善郡王（越南语：／）。保大十一年十月二十四日（1936年12月7日），朝廷追贈阮福綿審為從善王（越南语：／），改諡端恭。
阮福绵审作为阮朝一位具有代表性的诗人，在现代越南仍然受到尊敬，越南一些城市也有以他的称号命名的学校。

## 著作
阮福綿審一生著作頗豐。有《衲被集》、《倉山詩集》、《倉山詩話》、《倉山詞集》、《淨衣記》、《式穀編》、《老生常談》、《學稼誌》、《精騎集》、《歷代帝王統系圖》、《詩經國音歌》、《讀我書抄》、《南琴譜》、《歷代詩選》、《北行詩集》、《倉山詩鈔》、《皷枻詞》等。其中，《倉山詩話》为现代越南唯一仅存的诗话，也被中国学者视为越南文人诗论中的成熟之作。
阮福绵审9岁便能写诗，汉学功底深厚、性格恬淡，曾跟兄绍治帝出巡各地；他和綏理王阮福綿寊、阮文超、高伯适等文人齐名，又与兄弟绥理王阮福綿寊、襄安郡王阮福绵宝三人因诗词并称为“阮朝三堂”；嗣德帝也曾称赞道：「文如超、無前漢，詩到從、綏失盛唐。」他的诗文《献风》及《皷枻词》也曾被出使清朝的阮朝使臣赠送给清朝。在词学不发达的越南，从善王是该国历史上创作词数量较多、风格较具特色的词人之一，其短调清丽可诵，长调亦有气格，与南宋词人姜夔、张炎的词有几分相似，惟多个人伤时别绪之情，偏重于咏物送别。但仍然被后世学者视为越南词学的高峰。清朝词学家况周颐也曾在《蕙风词话》中提及阮福绵审之词作，对其评价颇高。
《疏簾淡月‧梅花》云：
|  | 朔风边夜，正酒醒三更，月斜半阁。何处寒香，遥在水边篱落。罗浮仙子相思甚，起推窗，轻烟漠漠。经旬卧病，南枝开遍，春来不觉。 谁漫把，几生相摧。也有个癯仙，尊闲忘却。满瓮缥醪，满拟对花斟酌。板桥直待骑驴去，扶醉诵南华灿嚼。本来面目，君应知我，前身铁脚。 |

学者蒋国学指出该词“意境深远、用典巧妙”，并认为其符合张惠言「意內言外」词学理念。
《望江南》十首，录二云：
|  | 堪忆处，晓日听嗁莺。百裥细裙偎草坐，半装高屧蹋花行。风景近清明。 |

|  | 堪忆处，兰桨泛湖船。荷叶罗裙秋一色，月华粉靥夜双圆。清唱想夫怜。 |

《沁园春·过故宫主废宅》云：
|  | 好个名园，转眼荒凉，不似前年。忆雕甍绣闼，芙蓉江上，金尊檀板，悲翠帘前。歌扇连云，舞衣如雪，历乱春花飞半天。曾无几，却平芜牧笛，颓岸渔船。悠悠往事堪怜。况日暮经过倍黯然。但夕阳欲落，照残芳树，昏鸦已满，嗁断寒烟。暂驻筇枝，浅斟杯酒，暗祝轻浇废址边。微风里，恍玉箫仿佛，月下遥传。 |

《玉漏迟·阻雨夜泊》云：:148
|  | 长江波浪急。兰舟叵耐，雨昏烟湿。突兀愁城，总为百忧皆集。历乱灯光不定，纸窗隟、东风潜入。寒气袭。钟残酒渴，诗怀荒涩。料想碧玉楼中，也背着阑干，有人悄立。彤管鸾椾，一任侍儿收拾。谁忍相思相望，解甚处、山川都邑。休话及。此宵鹃嗁花泣。 |

## 家庭

### 妻室
- 正室張氏恕，張登桂之女

### 子女
阮福綿審有20子12女。後代按御賜肉字部起名。
- 子
  - 長子阮福洪膩，字士長
  - 次子早殤
  - 三子阮福洪肥，吏部參知，襲封從善縣公，追贈從善郡公，生5子3女。
  - 四子阮福洪股
  - 五子阮福洪肱
  - 六子阮福洪肖
  - 七子阮福洪能
  - 八子阮福洪脊，字士倫，襲封從善縣侯，生5子11女。
  - 九子阮福洪肩
  - 十子早殤
  - 十一子阮福洪肫，生2子4女。
  - 十二子阮福洪育，護陵副使，生1子3女。
  - 十三子阮福洪肯，清化布政使，生14子15女。
    - 孫阮福膺脭，越南詩人

  - 十四子阮福洪肐
  - 十五子阮福洪胃
  - 十六子早殤
  - 十七子阮福洪胤
  - 十八子阮福洪胞
  - 十九子阮福洪膏，生3子2女。
  - 二十子阮福洪膍
- 女
  - 长女阮氏采菊，嫁段有徵
  - 次女阮氏式訓，嫁知府胡得俊，生慶美郡公胡得忠
  - 三女阮氏采藻
  - 四女阮氏嘉織
  - 五女阮氏采茆
  - 六女阮氏執筐
  - 七女阮氏謙淵
  - 八女阮氏蕊淵
  - 九女阮氏爾絲，嫁蔡文筆，生尚書蔡文瓚
  - 十女阮氏爾肩
  - 十一女阮氏右君
  - 十二女阮氏爾紉

## 引用
1. ↑  《大南實錄》正編第四紀 卷十 嗣德七年正月 改明義縣為從善縣，綏安縣為綏理縣條。
2. ↑  . 承天順化省电子信息入口网站.   [2023-04-03]. （原始内容存档于2023-04-03） （越南语）.
3. ↑  . 顺化市电子信息入口网站.   [2023-04-14]. （原始内容存档于2023-04-17） （越南语）.
4. ↑  . Tràng An báo (181). 1936-12-11: 1  [2017-05-20]. （原始内容存档于2017-08-08） （越南语）.
5. ↑  . 顺化出版社. 1995年: 292. OCLC 34545208 （越南语）.
6. ↑  據墓碑“從善王兼攝尊人府左尊人諡端恭之寢”。
7. ↑  . 第八郡電子資訊入口網站. 2013-05-27 （越南语）.
8. ↑  林春逸. . 社会科学文献出版社. : 8  [2023-04-18]. ISBN 978-7-5201-6321-7. （原始内容存档于2023-04-21）.
9. ↑  . 中国大百科全书. 2022-01-20  [2023-04-17]. （原始内容存档于2023-04-22）.
10. ↑  朱洁. . 社会科学文献出版社.   [2023-04-18]. ISBN 9787520132657. （原始内容存档于2023-04-22）.
11. ↑  黄国安. . 《印度支那》. 1987年, (2): 21–22  [2023-03-30]. （原始内容存档于2023-03-30）.
12. ↑  阮庭复. . 《中国韵文学刊》. 2013年1月, 27 (1): 75–79  [2023-03-30]. （原始内容存档于2023-03-30）.
13. 1 2  况周颐. . 上海市: 上海古籍出版社. 2009年: 147–148  [2023-03-30]. ISBN 978-7-5325-5323-5. （原始内容存档于2023-05-25）.
14. ↑  蒋国学. . 《解放军外国语学院学报》. 2004年9月, 27 (5): 100.[]